# Premi e riconoscimenti dei Genesis
Elenco di premi, candidature e riconoscimenti documentati che i Genesis ottennero nella loro carriera (1968-2022). Dove non diversamente specificato, si intendono riferiti a tutto il gruppo.
- Rock and Roll Hall of Fame

2010 – introduzione nella categoria Performers
- Progressive Music Awards

2014 – premio nella categoria: Lifetime achievements
- Grammy Awards

1985 – candidatura: Best rock instrumental performance (brano: Second Home by the Sea)
1987 – candidatura: Best rock instrumental performance (brano: The Brazilian)
1988 – premio: Best concept music video (videoclip: Land of Confusion)
1992 – candidatura: Best pop performance by a duo or group with vocals (brano: I Can't Dance)
2010 – candidatura: Best surround sound album (cofanetto: Genesis 1970-1975)
- Ivor Novello Awards

1983 – premio: Outstanding contribution to British music (Tony Banks, Phil Collins, Peter Gabriel, Steve Hackett e Mike Rutherford)
1988 – candidatura: Best song musically and lyrically (brano: Throwing It All Away)
- MTV Video Music Awards

1987 – candidature (videoclip: Land of Confusion):
Video of the year
Best concept video
Most experimental video
Viewer's choice
Best direction in a video
Best special effects in a video
Best art direction in a video
1992 – candidatura: Best cinematography in a video (videoclip: I Can't Dance)
- American Music Award

1987 – candidatura: Favorite pop/rock band/duo/group
1993 – candidatura: Favorite pop/rock band/duo/group
1993 – candidatura: Favorite adult contemporary artist
1993 – candidatura: Favorite adult contemporary album (album: We Can't Dance)
- Brit Award

1993 – candidatura: British album of the year (album: We Can't Dance)
1993 – candidatura: British video of the year (videoclip: Jesus He Knows Me)